# Pieter van der Banck
Pieter van der Banck, Peter Vanderbank ou Vandrebanc, né en 1649 à Paris et mort en 1697 en Angleterre, est un graveur français.

## Biographie
Pieter van der Banck serait né à Paris en 1649 d'origine flamande et a été formé par François de Poilly,. Il grave avec succès une Sainte Famille et le Christ sur le Mont des Oliviers, d'après Sébastien Bourdon.
Vers 1674, il accompagne Henri Gascar en Angleterre et acquiert une réputation de graveur de portraits. Parmi ses travaux, qui se distinguent généralement par une grande finesse de burin, nous citerons ses trois planches reproduisant les plafonds du château de Windsor, d'Antonio Verrio : la Victoire navale de Charles II et le Mercure portant le portrait de ce roi; trois autres portraits de Charles II, deux d'après Gascar, un d'après Kneller; et ceux de Jacques II et de Guillaume III, d'après ce dernier artiste.
Pieter van der Banck meurt en 1697 à Bradford selon le Bénézit, à Londres selon G. Pawlowski, ou à Bradfield dans le Hertfordshire selon F. M. O'Donoghue. On dit qu'il est mort dans la misère.

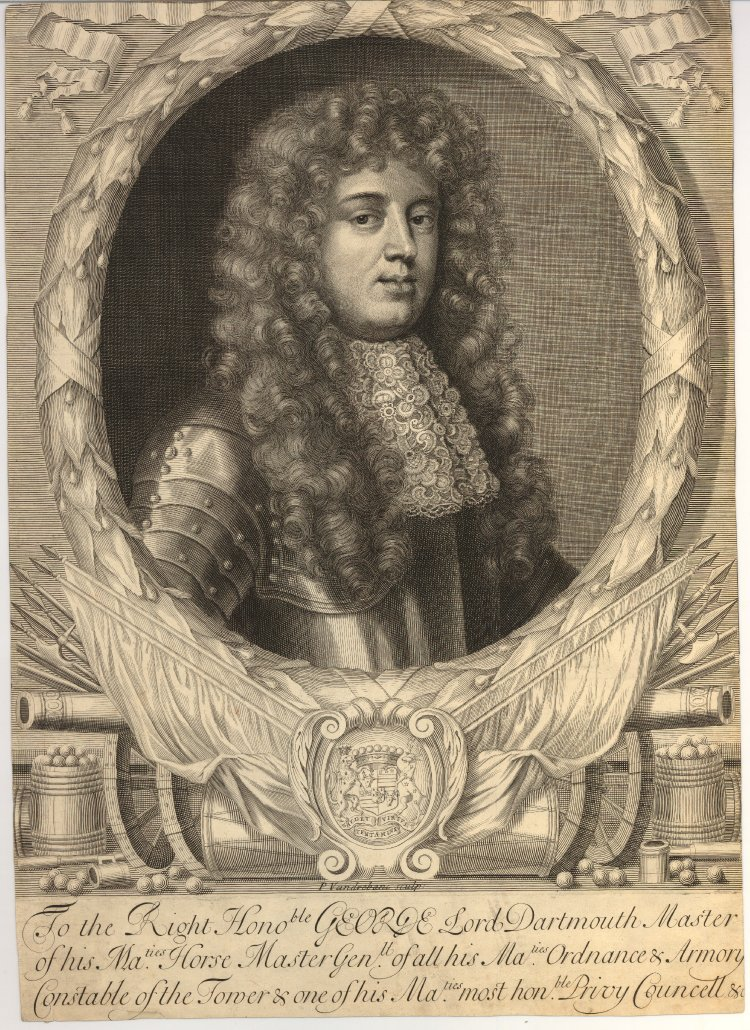
To the Right Honble George Lord Dartmouth (entre 1660 et 1690, British Museum).
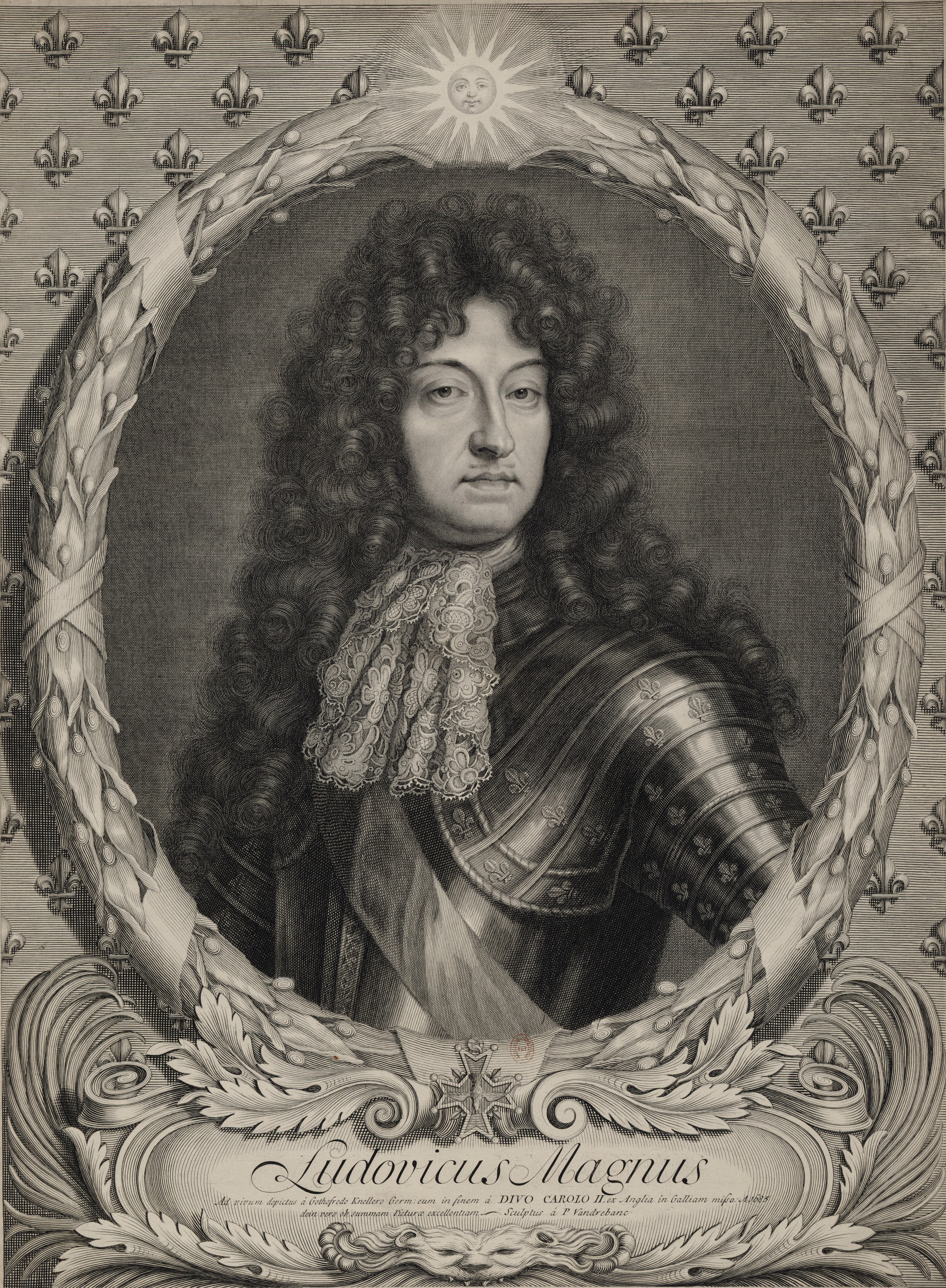
Portrait of Louis XIV of France, d'après Godfrey Kneller (1685, Bibliothèque nationale de France).
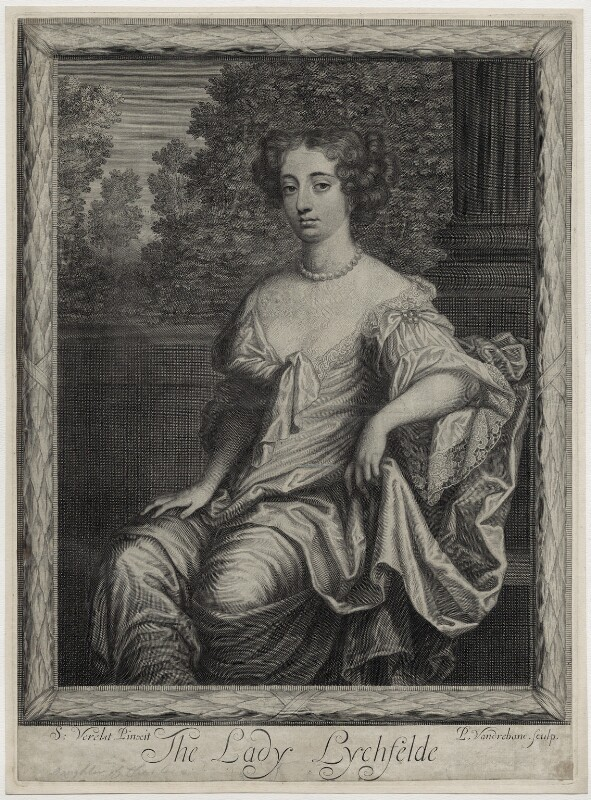
Charlotte Lee, Countess of Lichfield (1680, National Portrait Gallery).